# Milton Jiménez
Pour les articles homonymes, voir Jiménez.
Milton Jiménez, de son nom complet Milton Danilo Jiménez Puerto, est un homme politique hondurien, né le 8 novembre 1961.
Membre à partir de 1985 du Parti libéral du Honduras, et considéré comme un proche de Manuel Zelaya, il devient son ministre des Relations extérieures, le 27 janvier 2006, aussitôt après l'investiture de Manuel Zelaya à la présidence du Honduras.

## Démission
Milton Jiménez a été contraint à la démission, le 3 janvier 2008, après l'annonce de son arrestation à Tegucigalpa, le 30 décembre 2007, pour conduite en état d'ivresse et la diffusion, sur une chaîne de télévision locale, d'une vidéo de surveillance le montrant en train de frapper des policiers à coups de poing lors de son arrivée au poste de police.
Il est apparu lui-même au cours d'une conférence de presse, pour annoncer sa démission et se plaindre d'avoir été victime, lors de son arrestation, de brutalités de la part des forces de police.
Il est remplacé le 14 janvier, par Ángel Edmundo Orellana.